# 박무

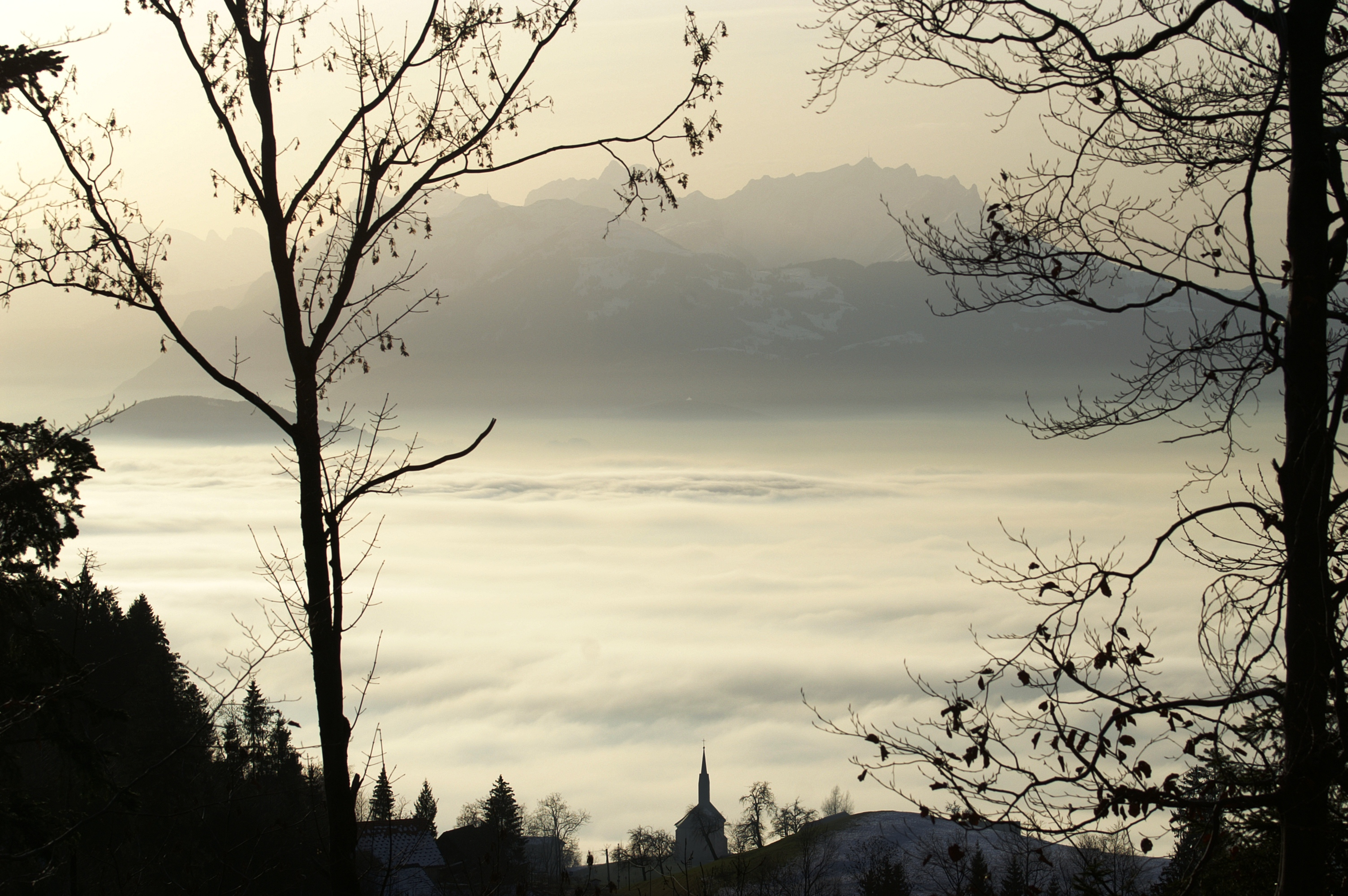

박무(薄霧, 영어: mist)는 대기중 수증기의 응결에 의하여 형성된 것으로 안개보다 시정이 좋은 상태를 가리킨다.
대한민국 기상청 기준은 가시거리 1km 이상 10km 미만 상태에서 상대습도가 70％ 이상을 말한다. 70% 이하는 연무라고 한다.

## 같이 보기
- 스모그
- 연무
- 한국의 안개